# Ciełuszki

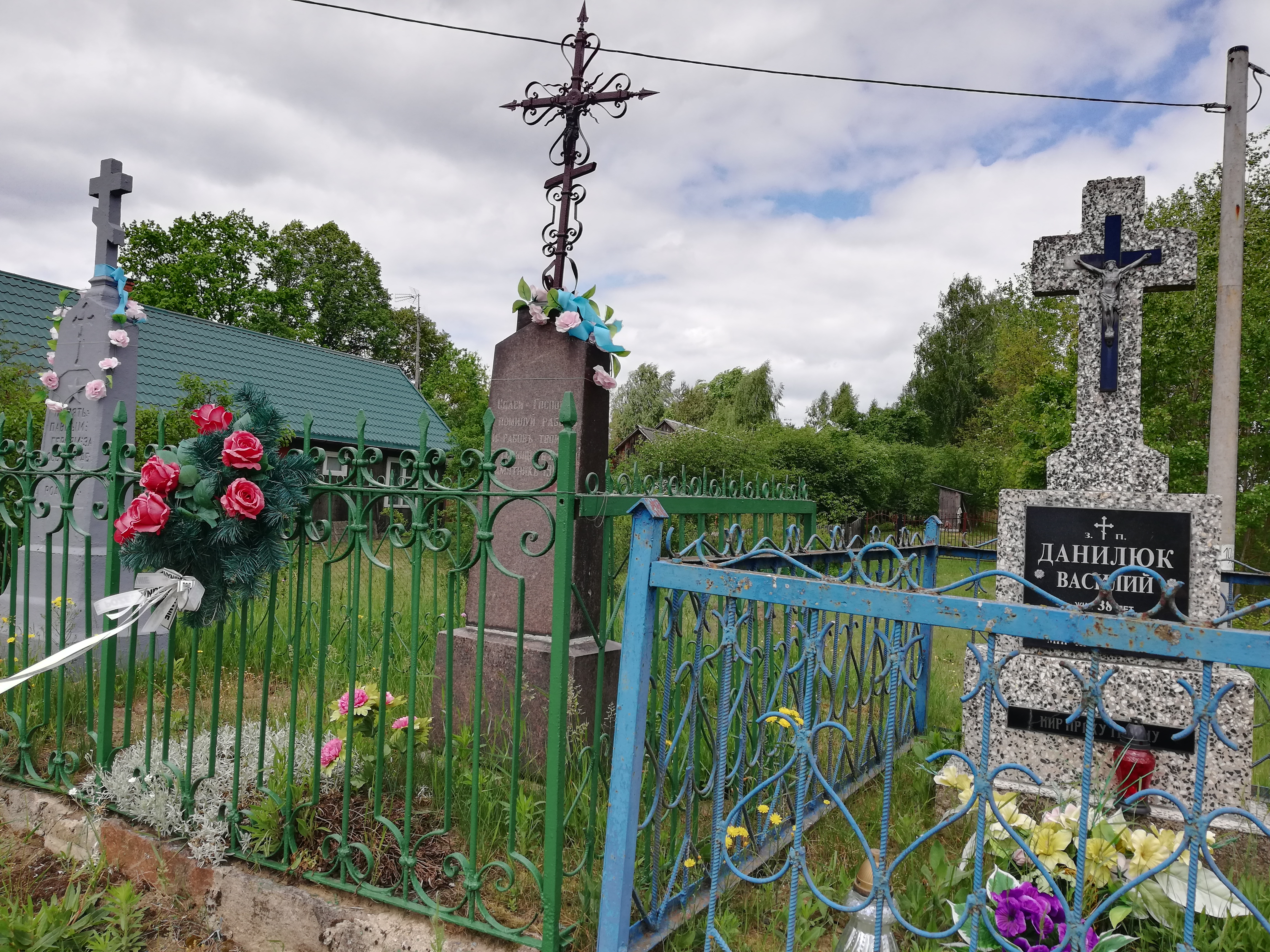
Krzyże wotywne, środkowy pochodzi z 1910 r.

Ciełuszki (białorus. Цялушкі; w miejsc. gwarze Телушкі, wym.: Tełuškí, trb.: Tełuszki) – wieś w Polsce położona w województwie podlaskim, w powiecie białostockim, w gminie Zabłudów. Leży nad rzeką Narew.

## Historia
Nazwa wsi pochodzi od pogańskiego Cielca szczególnie czczonego w Ciełuszkach jeszcze przed przyjęciem wschodniego chrześcijaństwa (pierwotna nazwa wsi to Święciciele). Powstałe przed XV wiekiem prawosławne sanktuarium w Puchłach miało osłabić silny kult pogański w Ciełuszkach. Ostatecznie rodzimy kult Cielca zaginął, zaś pobliska wieś Puchły po dziś dzień stanowi ważny ośrodek prawosławnego kultu maryjnego dla okolicznej ludności.
W Ciełuszkach istniała cerkiew parafialna, której istnienie potwierdzają zachowane do dziś lustracje z 1576 r. i 1664 r. Jednakże z braku źródeł przyczyna oraz data jej likwidacji nie jest znana. Świątynia ta stanowiła centrum parafialne nie tylko dla Ciełuszek, ale też i dla sąsiedniej wsi Pawły. Jedyną pozostałością po niej, jaka zachowała się do dziś, to rudyment cmentarza parafialnego w postaci kamienia nagrobnego zwieńczonego kutym krzyżem z inskrypcjami i datą 1735 r., który znajduje się na tyłach jednego z domostw w centrum wsi.
W okresie międzywojennym we wsi dużą popularnością cieszył się ruch religijny proroka Ilji (Eliasza Klimowicza ze Starej Grzybowszczyzny). W Ciełuszkach istniała nawet świątynia należąca do tej grupy religijnej.
Według Pierwszego Powszechnego Spisu Ludności, przeprowadzonego w 1921 roku, wieś Ciełuszki zamieszkiwało 188 osób w 27 domach, wszyscy mieszkańcy wsi zadeklarowali wówczas białoruską przynależność narodową oraz wyznanie prawosławne.
W lipcu 1944 r. hitlerowcy, w odwecie za śmierć kilku żołnierzy w okolicach wsi Pawły, dokonali łapanki na kilku mieszkańcach Ciełuszek, których następnie wywieźli w okolice Tryczówki i tam spalili w stodole.

## O wsi
Wieś zamieszkiwana jest przez prawosławnych Białorusinów, określających siebie mianem Tutejszych lub rzadziej Podlaszuków.
W strukturach administracyjnych Kościoła Prawosławnego w Polsce wieś podlega parafii w Puchłach.
W latach 1975–1998 miejscowość administracyjnie należała do województwa białostockiego.
We wsi bardzo dobrze zachowała się tradycyjna drewniana architektura budynków mieszkalnych. Większość z nich pochodzi z okresu międzywojennego. Ciełuszki to, przy Socach, Trześciance, Kaniukach, Rybołach oraz Wojszkach, jedna z nielicznych wsi w Polsce, gdzie można podziwiać ludowe ornamentacje wiejskich chałup, występujące w postaci okiennic, nad- i podokienników, ozdobnych oszalowań elewacji i szczytów drewnianych budynków mieszkalnych.
W Ciełuszkach zachował się nietypowy krzyż wotywny z wyrytą gwiazdą radziecką i cyrylicznymi inskrypcjami oddającymi hołd Armii Czerwonej. Całość obelisku zwieńcza prawosławny krzyż. Ten nietypowy pomnik został wystawiony przez mieszkańców miejscowości tuż po zakończeniu II wojny światowej w podzięce za wyzwolenie wsi przez Armię Czerwoną. Jest to jeden z nielicznych tego typu obiektów w kraju, łączących w sobie elementy chrześcijaństwa i komunizmu. Krzyż znajduje się przy wyjeździe z Ciełuszek w kierunku wsi Puchły, jest zadbany i cieszy się taką samą czcią jak pozostałe krzyże wotywne we wsi.
Przez wieś przechodzą szlaki turystyczne: Podlaski Szlak Bociani oraz Podlaski Szlak Kulturowy Drzewo i Sacrum.
W Ciełuszkach urodził się Aleksander Gawryluk – burmistrz miasta i gminy Miłakowo w latach 2006-2018.
19 lipca 2015 r. przez wieś Ciełuszki i jej najbliższe okolice przeszła potężna burza wyrządzająca ogromne spustoszenia. Wiatr, który osiągał niszczycielską prędkość ponad 100 km/h, powalił wiele drzew oraz poważnie uszkodził pokaźną liczbę budynków mieszkalnych i gospodarczych, zaś intensywne opady spowodowały lokalne podtopienia. W efekcie przez kilka dni dojazd do wsi był znacznie utrudniony z powodu powalonych na drogę drzew, zaś w związku z zerwanymi napowietrznymi liniami elektroenergetycznymi wystąpiły braki w dostawach prądu.
Od nazwy wsi Ciełuszki pochodzą dwa wschodniosłowiańskie nazwiska odmiejscowe: Ciełuszecki oraz Tełuszecki. W Polsce oba te nazwiska nosi jedynie kilkadziesiąt osób z terenu powiatu hajnowskiego i miasta Białegostoku.
W Ciełuszkach rokrocznie odbywa się uroczysty tradycyjny obchód (procesja) wsi z udziałem duchowieństwa prawosławnego w dniu święta Przemienienia Pańskiego (w lokalnym dialekcie święto to nazywane jest Spasem i obchodzone jest 19 sierpnia według starego stylu).

## Galeria

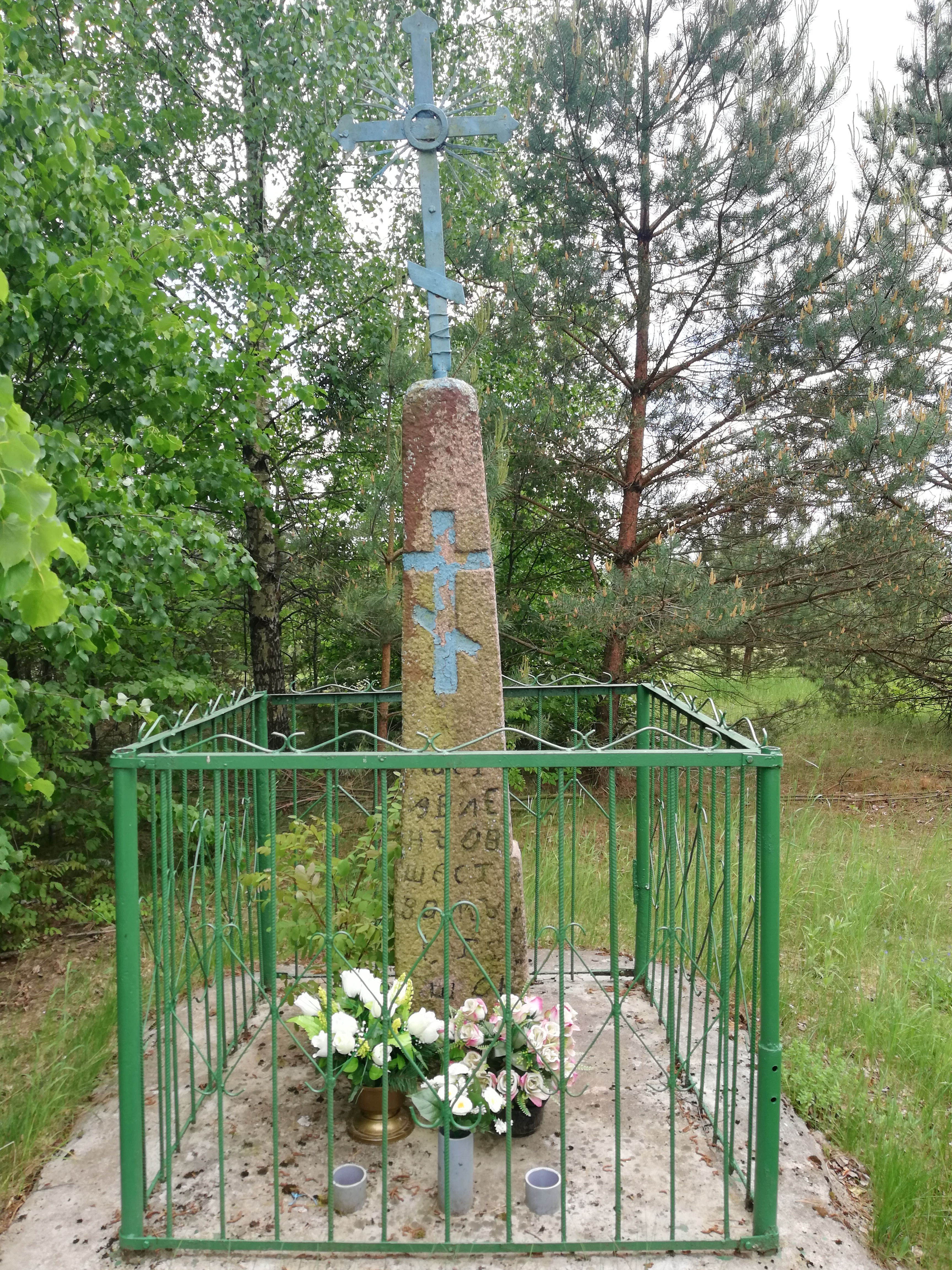
Prawosławny krzyż wotywny z 1860 r. przy wjeździe do wsi od strony Puchłów
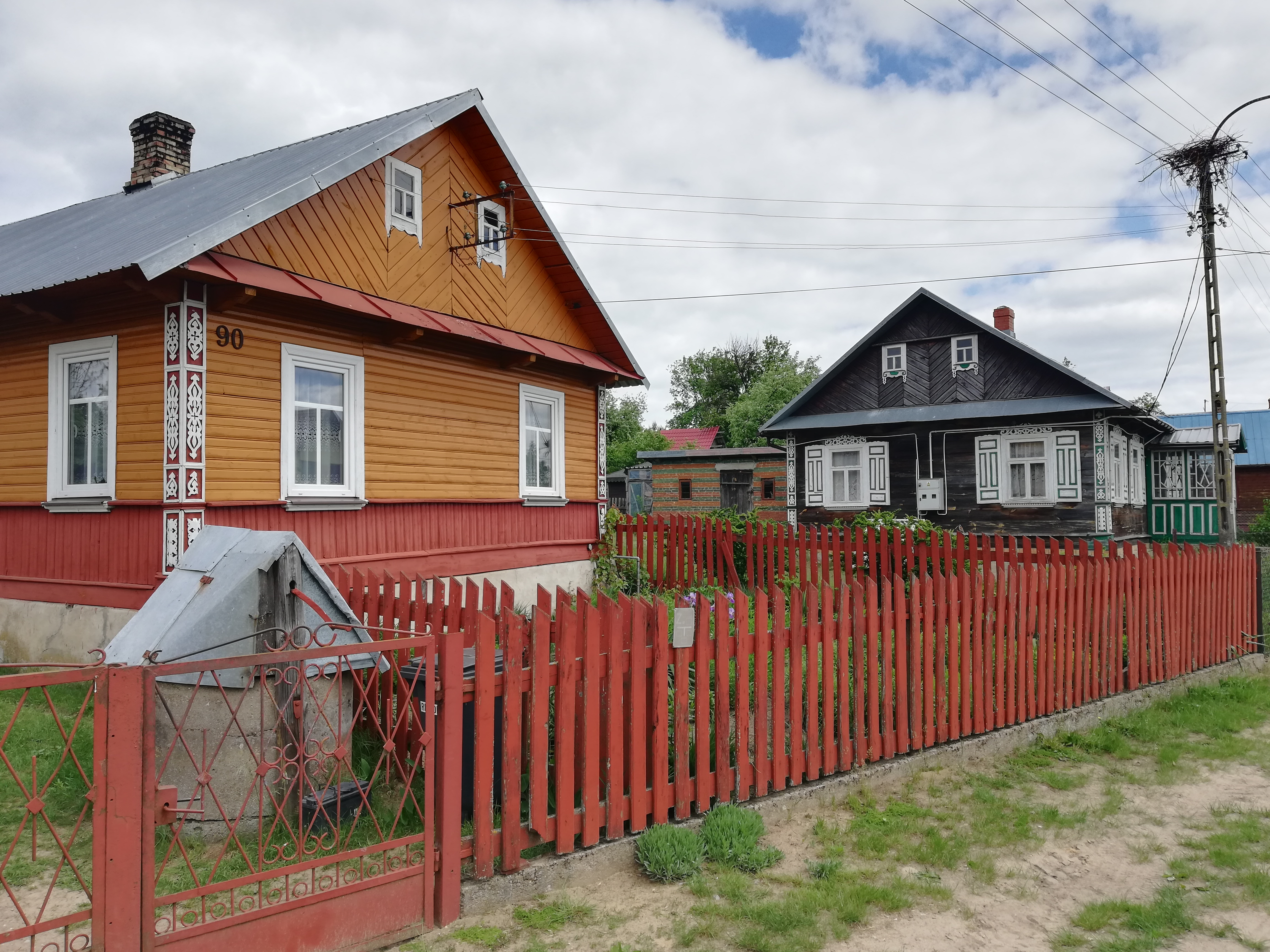
Tradycyjna architektura wsi
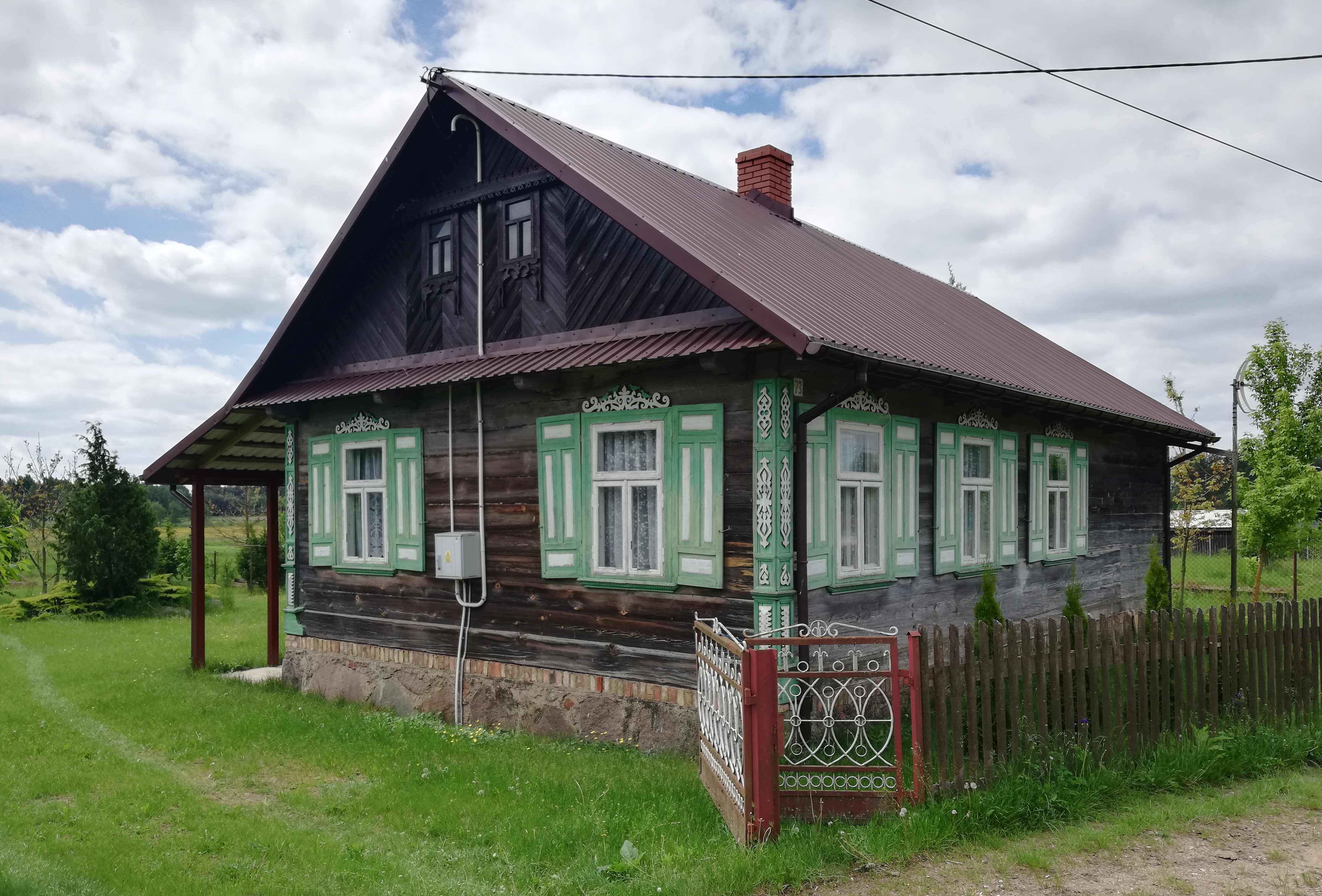
Tradycyjna architektura wsi
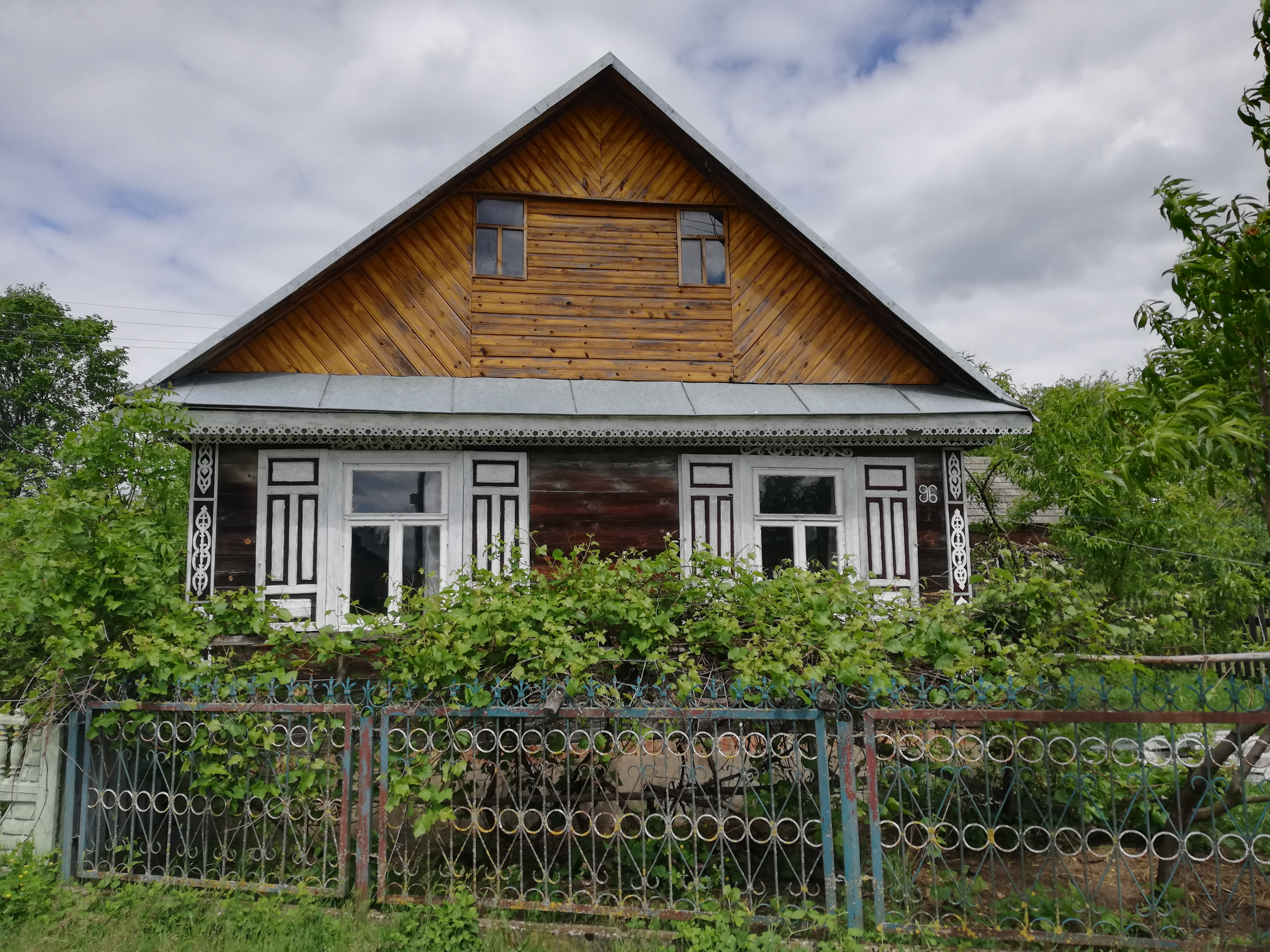
Tradycyjna architektura wsi
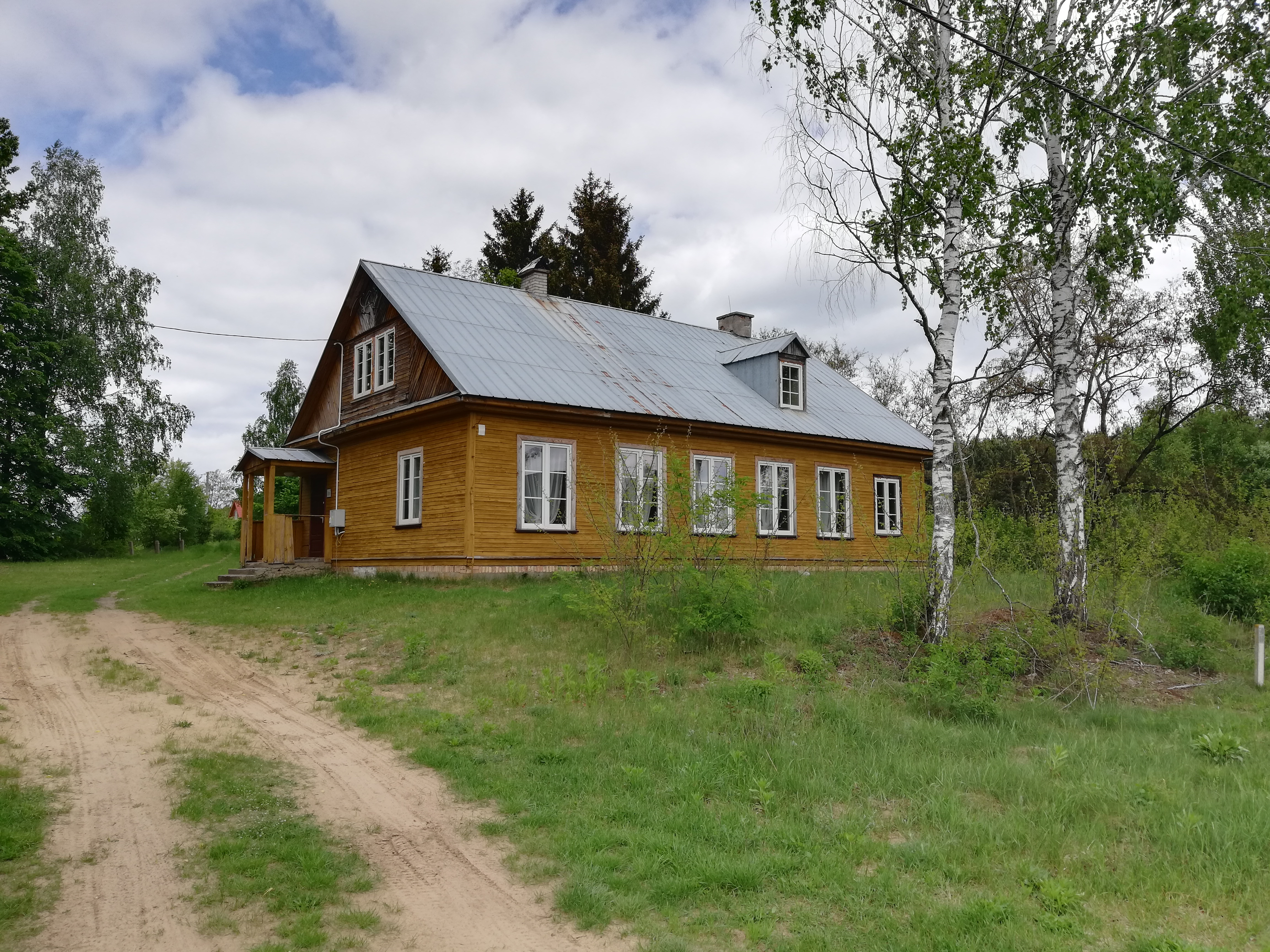
Świetlica wiejska, dawniej szkoła podstawowa